# Ostřice Davallova
Ostřice Davallova (Carex davalliana, syn.: Vignea davalliana) je druh jednoděložné rostliny z čeledi šáchorovité (Cyperaceae).

## Popis
Jedná se o celkem drobnou rostlinu, dosahuje výšky pouze 10–40 cm. Je vytrvalá a vytváří výrazné trsy. Lodyha je nahoře pod kláskem drsná. Listy jsou střídavé, přisedlé, s listovými pochvami. Čepele listu jsou asi 1 mm široké, žlábkovité, štětinovité, kratší než lodyha. Pochvy dolních listů jsou tmavě hnědé a vláknitě se rozpadají. Ostřice Davallova patří mezi jednoklasé ostřice, to znamená, že na vrcholu lodyhy je pouze 1 klásek. Je to rostlina dvoudomá, vytváří samčí a samičí trsy. Samčí klásky jsou asi 1,5–2 cm dlouhé, samičí asi 0,8–2 cm. Okvětí chybí. V samčích květech jsou zpravidla 3 tyčinky. Čnělky jsou většinou 2. Plodem je mošnička, která je asi 3,5–4,5 mm dlouhá, kopinatá, na vrcholu zúžená ve zřetelný zobánek. Každá mošnička je podepřená plevou, která je tmavě červenohnědá se světlejším lemem. Plevy vytrvávají i za zralosti mošniček, mošničky jsou za plodu odstálé až nazpět rozestálé. Kvete nejčastěji v dubnu až květnu. Počet chromozómů: 2n=46.

## Rozšíření
Ostřice Davallova je rozšířena hlavně v západní a střední Evropě, v Rusku až po Sibiř a v Malé Asii.

## Rozšíření v Česku
Roste na slatinných až rašelinných loukách od nížin do hor. Častá je v tzv. vápnitých slatiništích sv. Caricion davallianae Klika 1934. V Čechách je mnohem hojnější než na Moravě a bylo tomu tak i v minulosti. V posledních desetiletích však výrazně ustoupila kvůli melioracím, eutrofizaci a zarůstání lokalit vysokobylinnou až stromovou vegetací. Je to silně ohrožený druh flóry ČR (kategorie C2).